# Новицкий, Орест Маркович
Орест Маркович Новицкий (13 [25] января 1806, Новоград-Волынский — 4 [16] июня 1884, Киев) — русский философ, писатель, психолог, историк немецкой классической философии, председатель Киевского цензурного комитета, профессор и декан историко-филологического факультета киевского Императорского университета Св. Владимира. Действительный статский советник.

## Биография
Происходил из родовитых волынских дворян. Родился в селе Новоград-Волынского уезда Волынской губернии 13 (25) января 1806 года в семье священника, женатого на дочери священника Василия Сциславского.
После домашнего обучения в десятилетнем возрасте отец отдал его духовное училище в г. Остроге. В 1821 году при переходе в семинарию он лишился отца и средств к продолжению образования, но его старший брат Наркисс, ставший затем волынским кафедральным протоиереем, взял его на содержание до окончания семинарии. В 1827 году, как первый ученик, Орест Новицкий был отправлен в числе нескольких учеников в Киевскую духовную академию. Здесь, в низшем отделении он слушал лекции философии на латинском языке профессора И. М. Скворцова; в высшем отделении церковную словесность начал преподавать Я. К. Амфитеатров; богословие преподавал ректор архимандрит Иннокентий (Борисов).
В 1831 году окончил академию, получив звание магистра за сочинение о духоборцах, которое было специально переведено на немецкий язык для путешествовавшего по России Августа фон Гакстгаузена. Из-за отсутствия вакансий в академии он был назначен профессором философии в Полтавскую семинарию, в 1832 году переведён бакалавром польского языка в Киевскую академию, где в начале 1834 года стал преподавать также философские науки и в том же году с 17 октября стал читать (по совместительству) лекции по философии в открывшемся университете, вскоре освободившись от преподавания польского языка в академии. В 1835 году был уволен из духовного звания и утверждён экстраординарным профессором с присвоением чина коллежского асессора. С 29 января 1837 года О. М. Новицкий был уже ординарным профессором. В том же году после посещения университета министром С. С. Уваровым Новицкий был награждён орденом Св. Анны 3-й степени и получил предложение перейти в Московский университет, от которого отказался. В это же время он получил бриллиантовый перстень от наследника престола Александра Николаевича за своё сочинение «О первоначальном переводе священного писания на славянский язык», а 20 декабря 1837 года был назначен цензором: «преимущественно по языку польскому». В 1838 году в помощь ему для преподавания философских наук был назначен П. С. Авсенев, который читал «Историю души».
В университете он читал курсы психологии, логики, нравственной философии и истории философии. 
Был деканом 1-го отделения (историко-филологического) философского факультета университета — в 1839—1840 и 1845—1850 годах. После закрытия в начале 1850 года философских кафедр в университетах Новицкий до 1876 года оставался только цензором; с начала 1863 года он был председателем Киевского цензурного комитета, упразднённого в 1865 году. С 1865 года в Киеве осталось два цензора: Новицкий — по иностранной цензуре, другой — по внутренней. В 1863 году был произведён в действительные статские советники. 
О. М. Новицкий испытал глубокое влияние немецкой классической философии (И. Г. Фихте, Ф. В. Шеллинга, Г. В. Ф. Гегеля), а также «философии чувства и веры» Ф. Г. Якоби. Он старался проследить развитие мировой мысли «в непрерывной связи с движением понятий религиозных». Религию и философию рассматривал в «нераздельности и неслиянности», считая философию разумной рефлексией, следующей за естественной верой.
Умер 4 (16) июня 1884 года в Киеве. Был похоронен на Замковой горе во Флоровском монастыре.

## Награды
- орден Св. Анны 3-й ст. (1837)
- орден Св. Анны 2-й ст. (1847; императорская корона к ордену — 1854)
- знак отличия беспорочной службы XXV лет (1858)[8]

## Семья
В семье Ореста Новицкого воспитывался будущий учёный-юрист, святой новомученик Юрий Новицкий. Дочь Зинаида Орестовна — жена известного деятеля украинской «Громады», педагога и археолога Вильяма Беренштама. Внуки — адвокаты и политические деятели Владимир Беренштам и Михаил Беренштам. Правнук — американский физико-химик Джордж Кистяковский. Праправнучка — американский физик Вера Кистяковская.